# Kératine alpha
 (septembre 2018).
Si vous disposez d'ouvrages ou d'articles de référence ou si vous connaissez des sites web de qualité traitant du thème abordé ici, merci de compléter l'article en donnant les références utiles à sa vérifiabilité et en les liant à la section « Notes et références ».
La kératine α est une grande famille multigènique dont les protéines jouent un rôle structural dans l'épithélium. Elles sont présentes chez tous les vertébrés. Les kératines α recouvrent l'épiderme et forment les ongles des primates, les griffes des autres animaux, la fourrure ou les cheveux.
Ce sont de longs segments en hélice α de 311 à 314 résidus d'acides aminés encadrés par un domaine N-terminal et un domaine C-terminal non hélicoïdaux. La structure primaire des régions en hélice α est constituée de répétitions de sept résidus (a-b-c-d-e-f-g)n, où a et d sont des résidus apolaires, ce qui favorise les interactions hydrophobes entre superhélices. Il n’y a pas de résidu de proline mais de nombreux résidus de cystéine, permettant ainsi de consolider les liaisons entre les différents protofilaments. Ces protéines sont rigides et offrent une grande résistance à l’étirement.